# MHL (2009/2010)
Sezon Młodzieżowej Hokejowej Ligi 2009/2010 – pierwszy sezon juniorskich rozgrywek MHL rozgrywany na przełomie 2009 i 2010.

## Uczestnicy
W pierwszym sezonie MHL 22 uczestników podzielono na dwie konferencje: Zachód (12 drużyn) i Wschód (10 drużyn).
| Ałmaz Czerepowiec                 | Czerepowiec    |  | Siewierstal Czerepowiec    |
| Mytiszczinskie Atłanty            | Mytiszczi      |  | Atłant Mytiszczi           |
| Czajka Niżny Nowogród             | Niżny Nowogród |  | Torpedo Niżny Nowogród     |
| MHK Dinamo Moskwa                 | Moskwa         |  | Dinamo Moskwa              |
| Fieniks Woskriesiensk             | Woskriesiensk  |  |                            |
| Krasnaja Armija Moskwa            | Moskwa         |  | CSKA Moskwa                |
| MHK Krylja Sowietow Moskwa        | Moskwa         |  |                            |
| Łoko Jarosław                     | Jarosław       |  | Łokomotiw Jarosław         |
| Russkie Witiazi Czechow           | Czechow        |  | Witiaź Czechow             |
| SKA-1946 Sankt Petersburg         | Petersburg     |  | SKA Sankt Petersburg       |
| MHK Spartak Moskwa                | Moskwa         |  | Spartak Moskwa             |
| Szerif Bałaszycha                 | Bałaszycha     |  |                            |
| Konferencja Wschód                |                |  |                            |
| Awto Jekaterynburg                | Jekaterynburg  |  | Awtomobilist Jekaterynburg |
| Biełyje Miedwiedi Czelabińsk      | Czelabińsk     |  | Traktor Czelabińsk         |
| Bars Kazań                        | Kazań          |  | Ak Bars Kazań              |
| Kuznieckie Miedwiedi Nowokuźnieck | Nowokuźnieck   |  | Mietałłurg Nowokuźnieck    |
| Ładja Togliatti                   | Togliatti      |  | Łada Togliatti             |
| Omskie Jastrieby                  | Omsk           |  | Awangard Omsk              |
| Rieaktor Niżniekamsk              | Niżniekamsk    |  | Nieftiechimik Niżniekamsk  |
| Sibirskie Snajpiery Nowosybirsk   | Nowosybirsk    |  | Sibir Nowosybirsk          |
| Stalnyje Lisy Magnitogorsk        | Magnitogorsk   |  | Mietałłurg Magnitogorsk    |
| Tołpar Ufa                        | Ufa            |  | Saławat Jułajew Ufa        |

## Sezon zasadniczy
W sezonie zasadniczym każda drużyna z Konferencji Zachód rozegrała 66 meczów, a każdy zespół z Konferencji Wschód zagrał 54 mecze. W Konferencji Zachód pierwsze miejsce zajęła MHK Krylja Sowietow (119 pkt.), a w Konferencji Wschód triumfowały Stalnyje Lisy Magnitogorsk (135 pkt.).

## Faza play-off
Do fazy play-off awansowało po osiem pierwszych drużyn z obu konferencji. W finale Stalnyje Lisy Magnitogorsk pokonały Kuznieckie Miedwiedi Nowokuźnieck w meczach 3:1, zdobywając Puchar Charłamowa. W rywalizacji o trzecie miejsce Tołpar Ufa pokonał Biełyje Miedwiedi Czelabińsk w meczach 2:0.

## Nagrody
Po sezonie przyznano nagrody indywidualne, które otrzymali:
- Nagroda imienia Borisa Majorowa dla najlepszego strzelca: Fiodor Małychin (Awto Jekaterynburg)
- Nagroda imienia Borisa Michajłowa dla najskuteczniejszego zawodnika: Ajrat Ziazow (Rieaktor Niżniekamsk)
- Nagroda imienia Wiaczesława Fietisowa dla najlepszego obrońcy: Siergiej Tierieszczenko (Stalnyje Lisy Magnitogorsk)
- Nagroda imienia Witalija Dawydowa dla najwartościowszego zawodnika w play-off: Dmitrij Orłow (Kuznieckie Miedwiedi Nowokuźnieck)
- Nagroda imienia Władisława Trietjaka dla najlepszego bramkarza: Dmitrij Wołoszyn (Stalnyje Lisy Magnitogorsk)
- Nagroda imienia Władimira Jurzinowa dla najlepszego trenera: Jewgienij Korieszkow (Stalnyje Lisy Magnitogorsk)